# Scoliacma aroa
Scoliacma aroa là một loài bướm đêm thuộc phân họ Arctiinae, họ Erebidae.